# Badivka, Ostroh
Badivka (în ucraineană Бадівка) este un sat în comuna Vilbivne din raionul Ostroh, regiunea Rivne, Ucraina.

## Demografie
Componența lingvistică a localității Badivka
     Ucraineană (99,74%)
     Alte limbi (0,26%)
Conform recensământului din 2001, majoritatea populației localității Badivka era vorbitoare de ucraineană (99,74%), existând în minoritate și vorbitori de alte limbi.